# رون سلاي
رون سلاي (بالإنجليزية: Ron Slay)‏ مواليد 29 يونيو 1981 في ممفيس، هو لاعب كرة سلة أمريكي. بدأ مسيرته الاحترافية في سنة 2003. يبلغ طوله 6 قدم 8 بوصة (2.0 م).

## المسيرة الاحترافية
لعب مع غلطة سراي لكرة السلة في الدوري التركي في موسم 2003–2004، ثم لعب مع أوكلاهوما سيتي بلو في موسم 2004–2005، ثم لعب مع كازالي في سنة 2006، ثم لعب مع ولبة في سنة 2006، ثم لعب مع سوتور باسكت مونتيجرانارو في موسم 2006–2007، ثم لعب مع فيكتوريا يبرتاس بيزارو في الدوري الإيطالي في موسم 2007–2008، ثم لعب مع يوفي كازيرتا باسكت في موسم 2008–2009.

## الإنجازات
- الدوري البرتغالي لكرة السلة: 2014–15
- كأس البرتغال لكرة السلة: 2014–15
- كأس السوبر البرتغالية لكرة السلة: 2014
- كأس الدوري البرتغالي لكرة السلة: 2014–15

## روابط خارجية
- رون سلاي على موقع الاتحاد الدولي لكرة السلة (الإنجليزية)
- رون سلاي على موقع كرة السلة الأوروبية.كوم (الإنجليزية)
- رون سلاي على موقع كلية كرة السلة في سبورتس رفرنس.كوم (الإنجليزية)
- رون سلاي على موقع ريلجم (الإنجليزية)
- رون سلاي على موقع سبورتس رفرنس (الإنجليزية)
- رون سلاي على موقع سبورتس رفرنس (الإنجليزية)